# Frihetlig socialism
Frihetlig socialism brukar användas som samlingsnamn för vissa politiska ideologier och teorier som avsäger sig toppstyrning för att förverkliga socialismen. Framför allt innefattar begreppet anarkism och syndikalism, men också olika marxistiska strömningar. 
Begreppet introducerades i Sverige 1939 genom en artikelserie av Helmut Rüdiger i tidskriften Syndikalismen, i syfte att samla de olika socialistiska strömningar som kan sägas utgöra motpoler till det då ökade inflytandet från fascism, kommunism och andra auktoritära eller totalitära samhällssystem.
Den frihetliga socialismen kännetecknas av en organisationsuppfattning där makten i största möjliga mån ska byggas underifrån. Konkret brukar detta innebära en decentralisering av makten och utpräglade inslag av direkt- eller deltagandedemokrati. Därmed finns en kritik mot den hierarkiska och centralistiska statsmakten, inklusive den parlamentariska representativa demokratin.
På 70-talet utgavs tidskriften Frihetlig socialistisk tidskrift.